# Formación Dorotea
La Formación Dorotea es una formación geológica chilena ubicada en el valle del Río de Las Chinas de la Cuenca de Magallanes en la Patagonia, cuyos estratos se remontan desde el Campaniense al Maastrichtiense del Cretácico Superior.

## Descripción
La formación Dorotea fue descrita por primera vez por Katz en 1963. La formación comprende areniscas con lentes frecuentes de conglomerado, niveles de concreción y arcillas. La formación Dorotea incluye areniscas calcáreas con abundantes invertebrados marinos y fósiles vertebrados fragmentarios. Hervé et al. (2004) obtuvieron una edad radiométrica máxima de 67.4 ± 1.5 Ma a partir de circones detríticos contenidos en areniscas de la formación Dorotea.
Las lutitas y areniscas de la formación fueron depositadas en un ambiente fluvial. La formación se superpone conforme a la Formación Tres Pasos y de manera discordante con la formación Man Aike, que data entre el Luteciense y el Bartoniense. El grosor de la formación varía de 100 metros en la Sierra Baguales por el norte, a 350 metros en la homónima Sierra Dorotea por el sur.